# Radziwiłowce
Radziwiłowce (biał. Радзвілаўцы, Radzwiłaucy; ros. Радвиловцы, Radwiłowcy) – wieś na Białorusi, w obwodzie grodzieńskim, w rejonie lidzkim, w sielsowiecie Wawiórka.

## Historia
W XIX i w początkach XX w. dwie wsie i okolica szlachecka położone w Rosji, w guberni wileńskiej, w powiecie lidzkim, w gminie Wawerka/Myto.
W dwudziestoleciu międzywojennym okolica szlachecka leżąca w Polsce, w województwie nowogródzkim, w powiecie lidzkim, w gminie Myto/Wawiórka. W 1921 miejscowość liczyła 172 mieszkańców, zamieszkałych w 36 budynkach, wyłącznie Polaków wyznania rzymskokatolickiego.
Po II wojnie światowej w granicach Związku Sowieckiego. Od 1991 w niepodległej Białorusi.